# Balıkesirspor
Balilkesir är en turkisk sportklubb vars fotbollslag 2015 spelar i den högsta turkiska divisionen, Süper Lig.